# LAND 공격
LAND(local area network denial) 공격은 컴퓨터에 특수한 가짜 네트워크 패킷을 전송하여 서비스 거부 공격을 하는 것이다.
LAND 공격은 목표 호스트의 IP 주소와 공개된 포트를 출발지와 동시에 목적지로 하여 TCP SYN 패킷을 전송한다. 이는 시스템이 스스로 응답을 계속 반복하도록 유발할 수 있다. LAND 공격은 공격자가 연결을 종료하지 않은 채 다수의 SYN 패킷을 전송하는 SYN 폭주 공격과는 구별된다.
대부분의 방화벽은 호스트를 이러한 종류의 공격으로부터 보호하기 위해 가짜 패킷을 버리도록 만들며, 운영체제들은 이러한 보안 취약점을 수정하기 위해 업데이트를 하기도 한다.

## 같이 보기
- 서비스 거부 공격